# Rue de la Voûte
La rue de la Voûte est une voie située dans le quartier du Bel-Air du 12e arrondissement de Paris, en France

## Situation et accès
La rue de la Voûte débute au niveau de la jonction de l'avenue de Saint-Mandé avec la rue du Rendez-Vous et l'avenue du Docteur-Arnold-Netter et se termine sur le boulevard Soult. Elle rencontre les voies suivantes, dans l'ordre des numéros croissants :
- impasse Vassou
- impasse Canart
- passage de la Voûte
- rue du Gabon

La numérotation des bâtiments débute au sud de la rue de la Voûte ; les numéros impairs 1 et 61 et pairs 2 à 46 sont utilisés.
La rue de la Voûte est accessible par les lignes de métro 1 à la station Porte de Vincennes et 6 à la station Picpus et à proximité par la ligne 3a du tramway.

## Origine du nom
Elle porte ce nom car elle traversait autrefois le cours de Vincennes sous un passage voûté. 

## Historique
Ancienne « rue de la Voûte du cours » du territoire de la commune de Saint-Mandé, elle figure sur le plan de Roussel de 1730. 
Classée dans la voirie parisienne en vertu du décret du 23 mai 1863 elle prend sa dénomination actuelle par un arrêté du 10 novembre 1873.

## Bâtiments remarquables et lieux de mémoire
- La rue passe sous un pont de la ligne de Petite Ceinture, le pont de la rue de la Voûte, dont le tablier actuel fut relevé vers 1888. Ces travaux ont fait l'objet du tableau[2] Les Travaux de relèvement du chemin de fer de ceinture, le pont de la rue de la Voûte de Paul-Désiré Trouillebert (1829-1900).

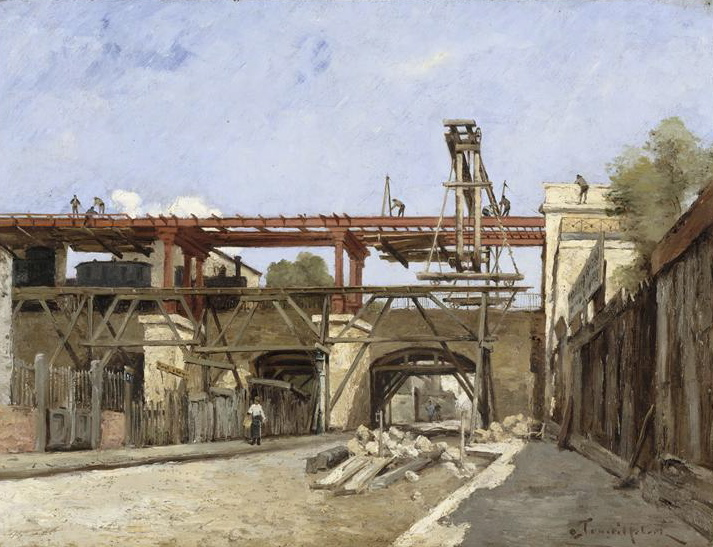
Les Travaux de relèvement du chemin de fer de ceinture, le pont de la rue de la Voûte, Paris, musée d'Orsay.

- C'est dans un appartement du no 44 bis de la rue que la DST décide de monter une « taupinière » en utilisant, comme infiltré qui loue l'appartement, l'islamiste radical appelé « Lofti Shami[3] » pour démonter le réseau de Fouad Ali Saleh qui a commis une douzaine d'attentats meurtriers de décembre 1985 à septembre 1986 à Paris, dont le plus important fut l'attentat de la rue de Rennes. Fouad Ali Saleh et deux complices sont arrêtés en possession d'explosifs le 21 mars 1987 à la sortie de l'appartement[4],[5],[6].